# 牽亡歌陣
牽亡歌陣是臺灣特有的陣頭表演藝術，多數為於喪葬儀式中演唱牽亡歌的形式，盛行於濁水溪以南的地區，牽亡歌陣成員一般由五到七人組成，樂師與法師由男性擔任外，其他三人皆由女性扮演，演出中圍繞著香亭（歌棚子），手持法器、手物，以說唱、歌舞表演、演出超渡、勸亡、開路關、送亡靈平安前往西方等等內容，反映出台灣民間普遍認定「靈魂不滅」、「死後審判」和「因果輪迴」等觀念。

## 概要
牽亡歌陣是臺灣特有的陣頭表演藝術，多數於喪葬儀式中表演:1，表演中具有劇情（牽引亡魂到西天極樂世界的過程）、有角色的扮演、曲調的演出、有身段做表，以「落地掃」的形式表演，演出中亦有觀眾(喪家家屬)觀賞，已具有戲劇的雛形，因此將其歸類為歌舞小戲的一種，兼具引領亡魂前往西方極藥世界的法事科儀。演出最主要的目的，是藉由神明的引導，帶領死者亡魂通過陰司地府，前往西方極樂世界。

## 起源
牽亡歌陣的來源有三種說法，一為源自中國大陸，二為在臺灣由說唱、戲曲或藝陣轉為喪葬儀式說，三為道教儀式與故事情節起源:12，亦有學者綜合上述說法後與考證後指出，牽亡歌陣的起源與形成，是以民間信仰結合宗教喪葬儀軌為發想結合福建傳入臺灣之「落陰歌」的部分形式，結合說唱、歌仔戲與車鼓陣音樂等表演方式，以宗教之「薦亡」儀式為載體，而形成為「牽亡歌陣」喪葬儀式:40。

## 盛行區域
牽亡歌陣盛行於濁水溪以南的地區，其範圍涵蓋雲林縣褒忠鄉、東勢鄉、土庫鎮、四湖鄉、口湖鄉，嘉義縣朴子市，臺南市柳營區、下營區、麻豆區、西港區、善化區，鯤鯓地區，高雄市阿蓮區、彌陀區，高雄市草衙等地區，以及屏東縣有零星分佈:24。其中以臺南市下營區與善化區最多，被謂是「牽亡歌陣」的大本營；至於臺北地區的「牽亡歌陣」，則多來自於南部地區:35。

## 演出場合
牽亡歌陣通常是由亡故者的女兒子:43、兒子:35所聘請，用於喪葬場合之中。也有出現於廟會慶典與婚禮前一天晚上「拜地府的場合」的說法，但此場合因現今的婚俗中沒有牽亡魂拜地府的儀式，而遭受質疑:23。

## 成員
牽亡歌陣成員一般由五到七人組成，成員名稱、職掌與服裝在文獻、中南部與北部之間有著不同的說法:26，下列為較普遍性的說法，成員有法師、老婆、尪姨（倒退）、小旦與樂師，其中說唱、歌舞表演是由法師、尪姨（倒退）、老婆、小旦演出，而樂師主要負責音樂伴奏:4，除樂師與法師由男性擔任外，其他三人皆由女性扮演:35。

### 職掌
法師：又稱「紅頭法師」，是演出中最為重要的角色，法師頭繫紅巾戴法冠（或稱「法眉」、「額眉」、「額帽」），腰繫龍虎裙:48；左手持「龍角」、右手持「帝鐘」，演出中拍幾下奉旨，演出時站在「歌棚仔」的後方（面向靈堂的方向）:38。
老婆：又稱「娘媽」、「陰陽壇娘媽」、「大嫂」，演出中站在「歌棚仔」的右方，法師的右方:40，是扮演帶領亡魂過關、過十殿的角色，演出中上身穿黑色或藍色對襟古衫，下身是上裙下長褲，唸口白時敲打烏鑼，歌唱時則左手拿絲巾，右手持羽扇:26，象徵人生的老年階段。
尪姨：又稱「倒退」:39，演出中站在法師的對面，「歌棚仔」的前方，並倒退行走:39，是扮演陰司路上開路、引路的角色，上身穿青色對襟古裝，頸繫紅披，下身是上裙下長褲。演出時雙手拿「黃金古仔錢」（黃色冥紙），不時焚燒，表示向沿途小鬼買路:39，象徵人生的青年階段。
小旦：又稱「秀娘」，演出中站在法師的左方，「歌棚仔」的左側:41，扮演隨從的角色，亦有人認為是扮演亡者的配偶:27。演出中上身穿白色對襟古衫，下身是上裙下長褲。唸口白時敲打木魚，歌唱時則左手拿腰巾，右手持彩扇:57，象徵人生的少年階段。
樂師：負責演出全場的音樂伴奏:42，人數通常為一人，主要樂器為三弦:60，二人時加入胡琴或月琴伴奏，若只有一位時，則只彈三弦:27。

### 道具
牽亡歌陣演出中，所用道具可分為香亭（歌棚子）、法器、手物與樂器:30。 
香亭又稱歌棚子:30、歌亭，是「牽亡歌陣」最主要的道具，是上下兩層的四角亭造型:30，亭高約160公分，屋脊兩端上蹺，亭簷下方橫掛布簾，布簾上用「孝思堂」:53、「陰陽相會」、「迎歸樂國」、「接引西方」之類的佳句聯對裝飾，香亭上放置一個香爐；下層安置擴音設備:53，用布簾遮蓋。演出時四位成員環繞香亭，法師與尪姨、娘嬤與小旦，兩兩相對，其方位是法師右側為娘嬤，左側為小旦，對面為尪姨，以保護亡靈:68。
法器又稱「五寶」，分別為龍角、帝鐘（又稱法鈴、法鐘）:54、奉旨、法索:62烏鑼與木魚，於演出裡分別由法師、老婆與小旦使用:31。 
手物是指演出中由表演者所拿道具或裝飾物，演出中老婆左手持四串巾（絲巾）、右手持的羽扇；小旦左手則持腰帶（繫於腰間）、右手持彩扇；倒退手持黃金古仔錢:32。
樂器：為樂師所使用的三弦、二弦、大廣弦、胡琴或月琴等之類的傳統樂器:32。

## 演出
牽亡歌陣的儀式說法眾多，會視當地風俗、喪家的意願或葬儀社的安排作出調整:46，在不同時間，地點安排演出，概略而言約是於頭七、出殯前日傍晚、出殯當日早上、出殯當天遷棺前後、出殯途中、下葬（入壙）前與返家途中:25。儀式中以歌舞、法事、小戲及雜技等方式演出超渡、勸亡、開路關、送亡靈平安前往西方等等內容:4，早期演出時間約為3-4小時，近年來隨著喪葬習俗的不同，多有刪除或縮短，目前約於1-2小時內結束:46
演出儀式各團略為差異，但一般而言儀式為： 請主名單、請營調兵、請各方眾神、開路關、獻紙錢、五代英雄、遊五殿、遊十殿、遊十二月花園、六角亭（觀音佛祖亭）、拜觀音、奠酒、唱目連經、辭神:4-5。 
演出過程中，法師、倒退、老婆與小旦四位圍繞香亭，法師站在「香亭」後面，面向靈台；倒退則是隔著「香亭」對向法師，背向靈堂；老婆站在法師右邊；小旦站在法師左邊:33。由法師擔任念白、主唱的工作，配合劇情吹龍角、搖帝鐘、拍法旨；老婆、倒退與小旦，則是配合法師作對答、輪唱與齊唱:35，舞步以墊步、踏與雙膝旋轉，並扭腰和臀部，雙肩作圓形舞動，雙手揮舞手物。 
2020年代爆紅的臺灣音樂劇《勸世三姐妹》將牽亡歌陣帶入舞台劇裡。2024年中華民國文化部帶領風中燈牽亡歌團於巴黎文化奧運(Olympiade Culturelle)將牽亡歌陣介紹給世界各國。